# 258 Tyche
258 Tyche је астероид главног астероидног појаса. Приближан пречник астероида је 64,78 km,
а средња удаљеност астероида од Сунца износи 2,614 астрономских јединица (АЈ).
Инклинација (нагиб) орбите у односу на раван еклиптике је 14,296 степени, а орбитални период износи 1544,349 дана (4,228 године). Ексцентрицитет орбите астероида износи 0,205.
Апсолутна магнитуда астероида износи 8,50 а геометријски албедо 0,167.
Астероид је откривен 4. маја 1886. године.